# 大山蓮斗
大山 蓮斗（おおやま れんと、2007年12月21日 - ）は、日本の子役。テアトルアカデミー所属。「ゆるゆる学級メンバー」

## 出演

### テレビドラマ
- 尾根のかなたに〜父と息子の日航機墜落事故〜（2012年）
- 天の方舟 第4話（2012年）
- カラマーゾフの兄弟（2013年） - 黒澤涼（幼少期） 役
- ガラスの家（2013年） - 澁澤仁志 役
- 相棒12 第14話（2014年） - 児玉則彦（幼少期） 役
- 医龍-Team Medical Dragon- 4 第9話（2014年） - 脇坂将 役
- ホワイト・ラボ〜警視庁特別科学捜査班〜（2014年） - 一ノ瀬聡士（幼少期） 役
- 東京特許許可局 第17話（2014年）
- ディア・シスター（2014年） - 上杉輝虎 役
- 世にも奇妙な物語 秋の特別編（2014年）
- 警視庁捜査一課9係 Season10 第9話（2015年）
- HEAT（2015年）
- おかしの家（2015年） - 木村春馬 役
- ぼくのいのち（2016年） - 川田真人 役
- 警視庁・捜査一課長 第4話（2016年） - 高井蒼太 役
- 受験のシンデレラ（2016年） - 早乙女悠馬 役
- NHK大河ドラマ
  - 真田丸（2016年） - 仙千代 役
  - 西郷どん（2018年） - 西郷小兵衛（幼少期） 役
- 過保護のカホコ（2017年） - 麦野初（幼少期） 役
- この世界の片隅に（2018年） - 黒村久夫[2]
- トレース～科捜研の男～（2019年） - 真野（源）礼二（少年時代） 役
- 駐在刑事 SEASON2（2020年） - 増本聡士 役[3]
- 女王の法医学〜屍活師〜（2021年5月31日、テレビ東京）- 犬飼五空 役
  - 女王の法医学〜屍活師〜 2（2022年3月21日、テレビ東京）
- めぐる未来 第8話（2024年3月7日、読売テレビ） - 鈴村亘 役

### 映画
- BRAVE HEARTS 海猿（2011年） - 仙崎大洋 役
- 海賊とよばれた男（2016年） - 鐡造の孫 役
- 去年の冬、きみと別れ（2018年） - 木野坂雄大（幼少期） 役
- シン・ウルトラマン（2022年）[4]

### 舞台
- ミュージカル・テニスの王子様4thシーズン - 堀尾聡史 役
  - 青学vs比嘉（2025年1月11日 - 19日、日本青年館ホール / 1月25日 - 2月2日、梅田芸術劇場 メインホール / 2月8日 - 15日、TACHIKAWA STAGE GARDEN）[5]
  - 青学vs氷帝（2025年7月6日 - 13日、Kanadevia Hall / 7月19日 - 27日、SkyシアターMBS / 8月1日 - 3日、土岐市文化プラザ サンホール / 8月15日 - 17日、久留米シティプラザ グランドホール / 8月23日 - 31日〈予定〉、日本青年館ホール）[6]

### CM
- ジョンソン

### スチール
- ベネッセコーポレーション こどもちゃれんじ